# Bomolocha albirhomboidea
Bomolocha albirhomboidea är en fjärilsart som beskrevs av Louis Beethoven Prout 1921. Bomolocha albirhomboidea ingår i släktet Bomolocha och familjen nattflyn. Inga underarter finns listade i Catalogue of Life.